# ألبرت بيغيلو
ألبيرت سميث بيغيلو (بالإنجليزية: Albert Bigelow) (1 مايو 1906- 6 أكتوبر 1993)، ناشط سلام وقائد سابق في بحرية الولايات المتحدة والذي برز في خمسينيات القرن الماضي بصفته قائد سفينة غولدن رول، أول سفينة تحاول التشويش على اختبار الأسلحة النووية وذلك في محاولة للاعتراض على الأسلحة النووية.

## نشأته
ألبرت سميث بيغيلو هو ابن ألبرت فرانسيس بيغيلو (1880-1958) وغلاديس ويليامز. كان والد ألبرت شريكًا في مكتب وارين وهوغ وبيغيلو للمحاماة في بوسطن من 1908-1914. كانت أخته مارثا بيغيلو والتي تزوجت ثيودورل. إيليوت حفيد تشارلز ويليام إيليوت رئيس جامعة هارفرد.
كان بيغيلو خريج كل من جامعة هارفرد عام 1929 ومعهد ماساتشوستس للتكنولوجيا. عندما كان في هارفرد، كان بيغيلو عضوًا في معهد هاستي بودينغ لعام 1770 ونادي ستايليس ونوادي إيروكيوس وفلاي إضافةً لكونه عضوًا في فريق جامعة هارفرد للهوكي.

## حركة السلام
قبل انخراطه في حركة السلام، خدم بيغيلو في بحرية الولايات المتحدة، أولًا كقائد لغواصة مطاردة ترابط عند جزر سولومون، ولاحقًا كربّان المدمرة المرافقة يو إس إس ديل دبليو. بيتيرسون. في السادس من أغسطس 1945، كان بيغيلو على سطح المدمرة عند إبحارها إلى بيرل هاربور عندما سمع أخبار تفجير القنبلة النووية في هيروشيما. استقال من احتياط البحرية الأمريكية قبل شهر من استحقاقه لراتبه التقاعدي.
في عام 1948، انضمت سيلفيا زوجة بيغيلو إلى جمعية الأصدقاء الدينية. انضم بيغيلو للجمعية عام 1955. من خلال تلك الجمعية، استضاف بيغيلو وسيلفيا اثنين من عذارى هيروشيما: شابات يابانيات، شُوهت أجسادهن بشدة جراء آثار القنبلة الذرية، أُحضرن إلى الولايات المتحدة للخضوع لعمليات تجميلية عام 1955. تأثر بيغيلو بالتجربة، وبصورة خاصة عند إدراكه «أن الشابتين لا تكتمان أي استياء ضدنا أو ضد الأمريكيين الآخرين».
أصبح بيغيلو منخرطًا في لجنة الخدمة للأصدقاء الأمريكيين في منتصف خمسينيات القرن الماضي، محاولًا تسليم عريضة فيها 17,411 توقيعًا، تُعارض التجارب النووية في الغلاف الجوي، للبيت الأبيض عن طريق ماكسويل م. راب وزير الحكومة. لم تنجح المحاولات للاجتماع براب، ما أدى ببيغيلو إلى إدراك أن طرقًا أخرى يجب اتخاذها.
في السادس من أغسطس عام 1957 في الذكرى الثانية عشر لقصف هيروشيما، اعتُقل بيغيلو واثنا عشر عضوًا آخر من لجنة العمل اللاعنفي المشكلة حديثًا عندما حاولوا دخول موقع الاختبارات النووية كامب ميركوري في نيفادا، كجزء من فعل لاعنفي ضد الاختبارات. في اليوم التالي، عادوا إلى الموقع وجلسوا مولين ظهروهم له عند إجراء الاختبار النووي.

## الإبحار بغولدن رول
في فبراير عام 1958، أبحر بيغيلو إلى أرض إينيويتوك للاختبار، وهي موقع الاختبارات النووية الجوية التابعة لهيئة الطاقة الذرية في جزر مارشال، في سفينة غولدن رول الشراعية البالغ طولها تسعة أمتار. صحبه في الرحلة طاقم السفينة جيمس بيك وجورج ويلوفبي وويليام ر. هنتينغتون وأوريون شيروود. نُشرت أخبار الرحلة عن عمد وعلى نطاق واسع، بينما كانت غولدن رول في طريقها إلى هاواي، أصدرت هيئة الطاقة الذرية بسرعة قانونًا يحظر على مواطني الولايات المتحدة الإبحار إلى أراضي الاختبار.
عندما وصلوا إلى هاواي، واجه طاقم غولدن رول أمر استدعاء من المحكمة، ونتج عنه أمر إحضار قضائي ضد أي محاولة للإبحار إلى الموقع. اختار بيغيلو خرق الأمر القضائي في الأول من مايو، ولكن خفر السواحل الأمريكي اعترض غولدن رول على بعد 9 كيلومتر من هونولولو. لم تنجح المحاولة الأخرى في الرابع من يونيو، إذ اعتُقل طاقم السفينة وأدين بازدراء من المحكمة وحكم عليهم بقضاء 60 يومًا في السجن.
ولكن عند رسو غولدن رول في هونولولو، التقى بيغيلو وطاقم السفينة بإيرل وباربرا رينولدز. كان إيرل ل. رينولدز أنثروبولوجيًا زار هيروشيما لدراسة تأثير القنبلة الذرية على المجتمع الياباني. بعد سماعهما بمأزق غولدن رول، قررإيرل وباربرا القيام بفعلهما اللاعنفي، ولاحقًا في تلك السنة، أصبح يختهم عنقاء هيروشيما أول سفينة تدخل منطقة الاختبار النووي للاعتراض عليه عندما أبحروا لمسافة 120 كيلومترًا إلى منطقة الاختبار في حلقية بيكيني. اعتُقل إيرل وحُكم عليه بستة أشهر في السجن.
في عام 1959، نشر بيغيلو كتاب «رحلة غولدن رول» الذي يوثّق فيه رحلته. ألهمت قصة بيغيلو ماري بوهلين الزميلة الكويكر لاقتراح استخدام تكتيك مماثل لأعضاء لجنة دونت ميك آ ويف ومركزها فانكوفر (أصبح اسمها لاحقًا غرين بيس) عام 1970.
أكمل بيغيلو في الاشتراك في المظاهرات اللاعنفية خلال نهاية الخمسينيات وبداية الستينيات، وكان مساهمًا في فريدوم رايدس التي نظمها كونغرس المساواة العرقية عام 1961.
في سنواته الأخيرة، من 1971 إلى 1975، كان بيغيلو إداريًا في مدرسة ميتينغ وهي مدرسة كويكرية في ريندج بنيوهامبشاير.

## وصلات خارجية
- Papers of Albert Bigelow, Swarthmore College Peace Collection